# Бравлин
Бравли́н  (роки народження і смерті невідомі) — легендарний руський князь, який у кінці VIII — початку IX століття зі своєю дружиною здійснив похід у Крим, захопив Корсунь (Херсонес), Сурож (Судак), Корчев (Керч). Ім'я князя згадується лише в одному джерелі — «Житії Стефана Сурозького», руський переклад якого датується XV ст.

## Історичні відомості
Автор оповідання про житіє святого Стефана Сурозького розповідає, що на рубежі VIII і IX століття століть князь русів Бравлин здійснив похід проти візантійських колоній на південному березі Криму від Корсуня (нинішнього Севастополя) до Керчі включно.
У «Житії Стефана Сурозького» згадується, що після облоги Сурожа Бравлин прийняв обряд хрещення від визначного візантійського ієрарха архієпископа Філарета. Причому між Київським князем і сурожанами на чолі з Філаретом було укладено угоду, за якою Бравлин приймав хрещення, а натомість повертав захоплену військову здобич, полонених і звільняв захоплене місто.
Але в «Житії Стефана Сурозького» князя Бравлина названо «новгородським князем». Думки дослідників із цього приводу розділились. Деякі вважають похід Бравлина свідченням існування у вказаний час досить потужної держави із центром у Великому Новгороді, здатної організувати далекі військові експедиції. Інші зазначають, що «Новгород» — дуже розповсюджена у період розселення слов'ян назва міста і жодних підстав ототожнювати Новгород Бравлина з Великим Новгородом історичні документи не дають. Археологічні дослідження з кінця XIX століття свідчать про те, що в ІХ столітті міста ще не було, а життя у Великому Новгороді почалося в XI, XII, а часом і в XIV столітті. За Новгородським першим літописом молодшого ізводу «го́род» заклав Володимир Ярославич у 1044 році.

## Історіографія
Михайло Грушевський писав, що «.. міг бути київським князем той Бравлин, що ходив на Сурож, але так само міг бути якимсь князем на полудні, залежним від Києва, або київським воєводою..»